# Maggie Wheeler
Maggie Wheeler (født 7. august 1961) er en amerikansk skuespiller, bedst kendt for sin rolle som Janice i tv-serien Venner.
Maggie Wheeler blev født Margaret Emily Jakobson på Manhattan, New York. Hun og hendes mand Daniel Wheeler har to døtre: Juno og Gemma Wheeler.

## Privatliv
I en alder af 15 var hun en babysitter for Nim Chimpsky, den berømte chimpanse, der rejste som et menneskebarn i 1970'erne.
Hun var David Duchovnys kæreste, før han giftede sig med Tea Leoni.